# José Enrique Vaca
José Enrique Vaca Pacheco es un futbolista mexicano, que se desarrolló y debutó en el Atlético Español y se retiró en el América. 
Casado desde 1987 con Martha Marron  
Hijos: 
Diego Vaca; Abogado 
Mariana Vaca; Fotógrafa   

## Selecciones nacionales
Jugó en la selección de fútbol de México que participó en la Copa Mundial de Fútbol Juvenil de 1981, jugando contra Egipto, Alemania Federal y España en la primera fase. Marcó un gol contra Egipto. 

## Clubes
- Atlético Español (1979-1982)
- Necaxa (1982-1984)
- América (1984-1988)
- Necaxa (1988-1991)
- América (1991-1993)

## Palmarés

### Campeonatos nacionales
| Título               | Club    | País   | Edición    |
| -------------------- | ------- | ------ | ---------- |
| Primera División     | América | México | 1984-85    |
| Primera División     | América | México | Prode 1985 |
| Primera División     | América | México | 1987-88    |
| Campeón de Campeones | América | México | 1987-88    |

### Copas internacionales
| Título                           | Club         | País   | Año  |
| -------------------------------- | ------------ | ------ | ---- |
| Copa de Campeones de la Concacaf | Club América | México | 1987 |

## Directivo
El 17 de abril de 2015, el Atlante anuncia que José Enrique Vaca tomara el puesto de director deportivo del club azulgrana, que milita en la Liga de Ascenso de México.